# Khâm định Việt sử Thông giám cương mục
Khâm định Việt sử Thông giám cương mục (Hán tự : 欽定越史通鑑綱目) est un ouvrage en 53 rouleaux, publié en 1884 et dirigé par Phan Thanh Giản sur l'histoire du Vietnam, écrit en văn ngôn (en)  (une forme de chinois classique utilisé au Vietnam), à la demande de l'empereur Tự Đức de la Dynastie Nguyễn. L'empereur commande sa rédaction en 1856, il est fini de rédigé en 1859, et Tự Đức y ajoute des annotations avant sa publication.

## Texte
- (lzh) « 欽定越史通鑑綱目 », texte original sur Wikisources en chinois.
- (lzh) « 欽定越史通鑑綱目 », sur Bibliothèque nationale du Viêt Nam ouvrage xylographié, numérisé.
- [1] — Texte traduit en français et annoté